# Starostowie powiatu kłodzkiego
Starostowie powiatu kłodzkiego – lista osób sprawujących funkcję landratów i starostów powiatu kłodzkiego.

## Królestwo Prus (1742–1871)
Zajęcie hrabstwa kłodzkiego przez Prusy w 1742 roku doprowadziło do reformy administracyjnej tej krainy, w wyniku której zniesiono przeżytki administracyjne wywodzące się z czasów średniowiecza na rzecz nowoczesnej administracji państwowej. W 1816 na ziemi kłodzkiej utworzono jeden powiat – Landkreis Glatz, na czele którego stał landrat, mianowany przez króla.
| Lp. | Lata rządów | Imię i nazwisko                         |
| --- | ----------- | --------------------------------------- |
| 1.  | 1742–1759   | Ernst Anton Erdmann von Pannwitz        |
| 2.  | 1759–1769   | Adam Friedrich von Pfeil                |
| *   | 1760–1763   | Maximilian Aloys von Pannwitz           |
| 3.  | 1770–1777   | Karl Wenzel von Prittwitz               |
| 4.  | 1777–1785   | Georg Benjamin von Arnold               |
| 5.  | 1785–1805   | Heinrich Alexander von Reibnitz         |
| 6.  | 1806–1809   | Johann Karl Nepomuk von Frobel          |
| 7.  | 1810–1811   | hr. Adolf Siegismund von Götzen         |
| 8.  | 1811–1813   | J.I. Pannwitz                           |
| 9.  | 1813–1814   | hr. Franz Karl Stanislaus von Fernemont |
| 10. | 1814–1818   | hr. Christian Wilhelm von Hertzberg     |
| 11. | 1818–1819   | br. Friedrich Andreas von Falkenhausen  |
| 12. | 1819–1824   | hr. Felix Anton von Thassul zu Daxberg  |
| 13. | 1824–1839   | Ernest von Köller                       |
| 14. | 1839–1855   | br. Konstantin von Zedlitz und Neukirch |
| 15. | 1855–1871   | br. Karl von Seherr-Thoss               |

## II Rzesza (1871–1918)

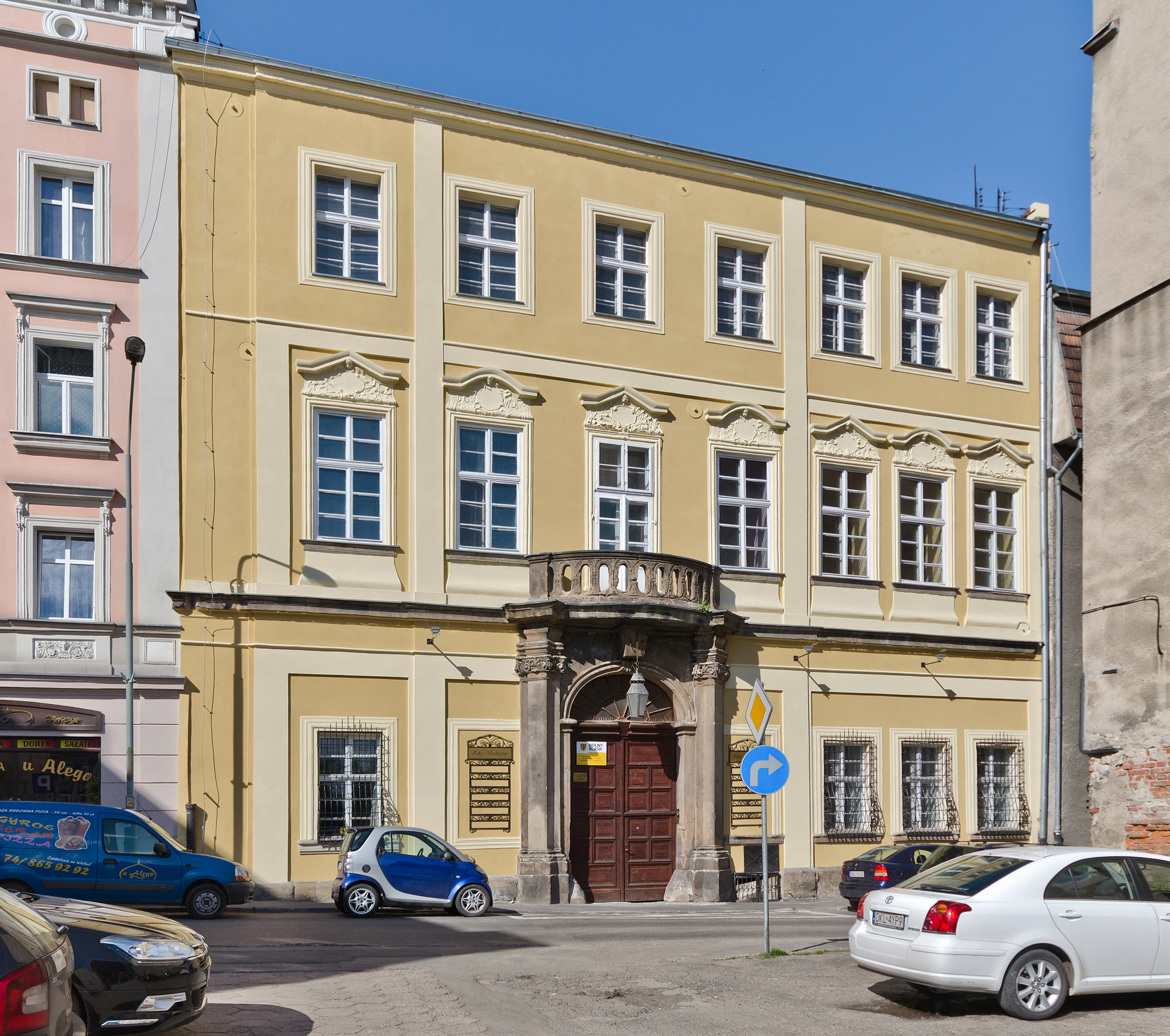
Pałac Wallisów w Kłodzku – pierwotna siedziba landrata

Po zjednoczeniu Niemiec w 1871 roku landrat nadal był mianowany przez króla pruskiego, stał na czele powiatu ziemskiego, sprawując władzę administracyjną i policyjną; od 1872 roku stał na czele Wydziału Powiatowego, organu wykonawczego sejmiku powiatowego.
| Lp. | Lata rządów | Imię i nazwisko                 |
| --- | ----------- | ------------------------------- |
| 15. | 1871–1892   | br. Karl von Seherr-Thoss       |
| 16. | 1892–1900   | Arthur Bartels                  |
| 17. | 1901–1913   | Georg Hans Ludwig von Steinmann |
| 18. | 1913–1916   | Rudolf von Zastrow              |
| 19. | 1916–1918   | Konstantin Magnus von Jerin     |

## Republika Weimarska (1918–1933)
| Lp. | Lata rządów | Imię i nazwisko             |
| --- | ----------- | --------------------------- |
| 19. | 1918–1919   | Konstantin Magnus von Jerin |
| 20. | 1920–1933   | Franz Peucker               |

## III Rzesza (1933–1945)
| Lp. | Lata rządów | Imię i nazwisko        |
| --- | ----------- | ---------------------- |
| 21. | 1933–1934   | Artur Joachim          |
| 22. | 1934–1937   | Georg Horstmann        |
| 23. | 1937–1945   | Heinrich Klosterkemper |

## Rzeczpospolita Polska (1945–1952)

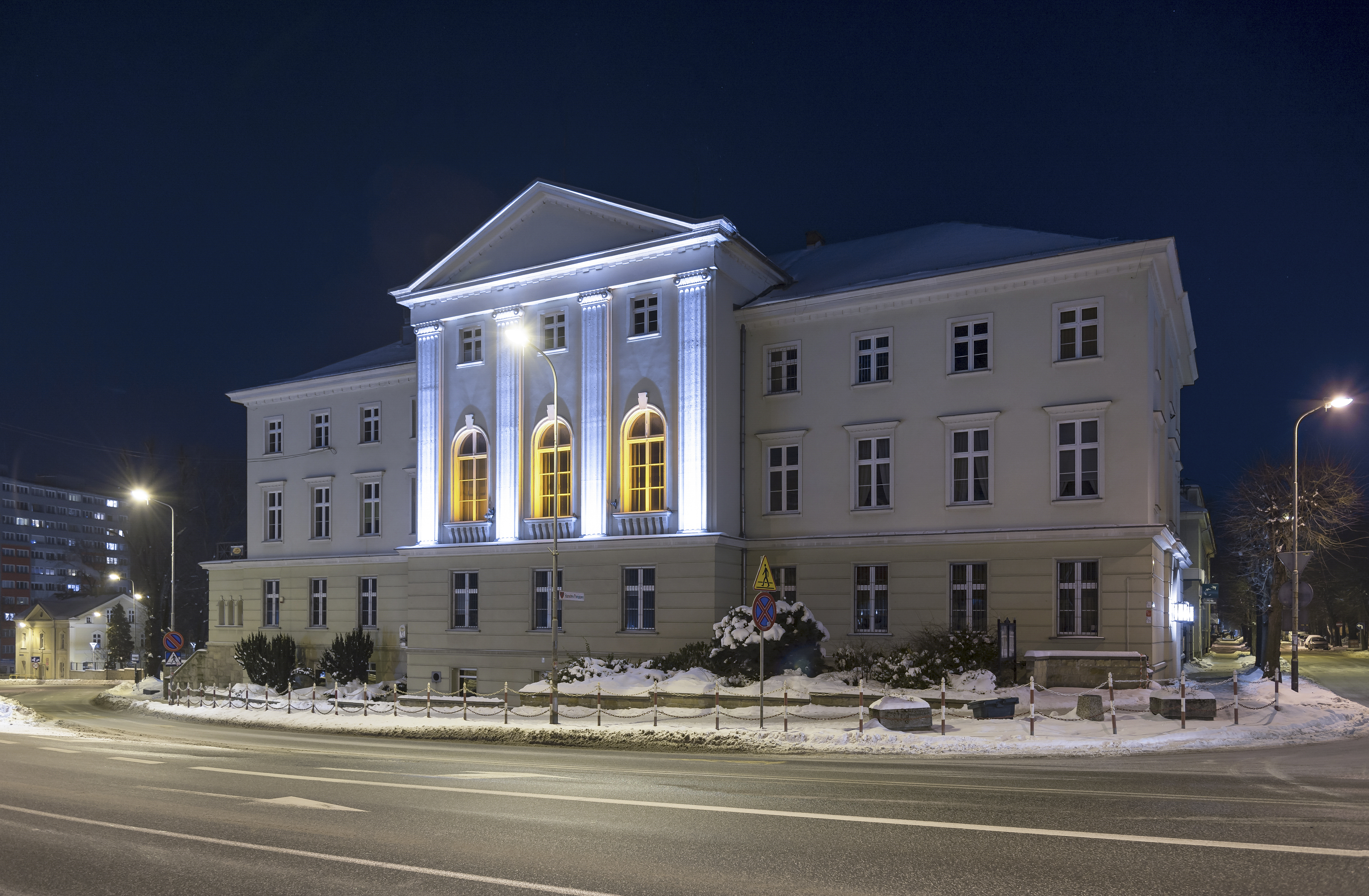
Siedziba Starostwa Powiatowego w Kłodzku

Funkcję zwierzchnika powiatu sprawował starosta, a w latach 1950–1973 przewodniczący Prezydium Powiatowej Rady Narodowej, co miało związek z przyjętą przez Sejm ustawą z dnia 20 marca 1950 roku o terenowych organach jednolitej władzy państwowej, które rozwiązywały starostwa i wydziały powiatowe, przekazując pełnię władzy w ręce Powiatowej Rady Narodowej.

### Starostowie
| Lp. | Lata rządów                           | imię i nazwisko        |
| --- | ------------------------------------- | ---------------------- |
| 1.  | 17 maja 1945 – lipiec 1945            | Tadeusz Musiał         |
| 2.  | lipiec 1945                           | Antoni Wojnar          |
| 3.  | 1 sierpnia 1945 – 27 stycznia 1946    | Aleksander Barchacz    |
| 4.  | 28 stycznia 1946 – 25 lipca 1946      | Mieczysław Dziubdziela |
| 5.  | 26 lipca 1946 – 25 kwietnia 1947      | Wiktor Frączak         |
| 6.  | 26 kwietnia 1947 – 31 sierpnia 1948   | Zbigniew Kulczycki     |
| 7.  | 29 lipca 1948 – 17 października 1949  | Mikołaj Dawidiuk       |
| 8.  | 18 października 1949 – 1 czerwca 1950 | Wiktor Rygałło         |

| Lp. | Lata rządów                    | imię i nazwisko |
| --- | ------------------------------ | --------------- |
| 9.  | 1 czerwca 1950 – 22 lipca 1952 | Józef Baran     |

### Zastępcy starostów
| Lp. | Lata rządów                         | imię i nazwisko      |
| --- | ----------------------------------- | -------------------- |
| 1.  | 28 września 1945 – 18 stycznia 1946 | Feliks Sierota       |
| 2.  | 19 stycznia 1946 – 25 maja 1946     | Władysław Zaporowski |
| 3.  | 27 maja 1946 – 31 października 1949 | Leonard Popow        |
| 4.  | 1 listopada 1949 – 1 czerwca 1950   | Stanisław Musiał     |

| Lp. | Lata rządów                    | imię i nazwisko  |
| --- | ------------------------------ | ---------------- |
| 1.  | 1 czerwca 1950 – 22 lipca 1952 | Eliasz Zacharkow |

## Polska Rzeczpospolita Ludowa (1952–1989)
Ciałem koordynującym i nadzorującym całokształt spraw powiatu było Prezydium Powiatowej Rady Narodowej z jej przewodniczącym na czele. W grudniu 1973 roku zlikwidowano tę funkcję zastępując ją nową – naczelnika powiatu, który był powoływany przez wojewodę na wniosek Powiatowej Rady Narodowej. Wniosek PRN przed przedłożeniem go wojewodzie musiał zyskać poparcie Komitetu Powiatowego PZPR. Stanowisko to istniało do 31 maja 1975 roku, to jest do czasu wprowadzenia reformy administracyjnej kraju i likwidacji powiatów.

### Przewodniczący Prezydium PRN (od 1973 r. naczelnicy)
| Lp. | Lata rządów                            | imię i nazwisko    |
| --- | -------------------------------------- | ------------------ |
| 1.  | 22 lipca 1952 – 21 grudnia 1954        | Józef Baran        |
| 2.  | 21 grudnia 1954 – 30 października 1957 | Eliasz Zacharkow   |
| 3.  | 14 lutego 1958 – 5 listopada 1959      | Jerzy Śmigla       |
| 4.  | 10 grudnia 1959 – 10 marca 1968        | Bronisław Rawnik   |
| 5.  | 10 kwietnia 1968 – 28 stycznia 1969    | Edward Gołąb       |
| 6.  | 22 stycznia 1969 – 6 lipca 1972        | Mirosław Michalak  |
| 7.  | 16 października 1972 – 20 grudnia 1973 | Stefan Młynarowicz |

| Lp. | Lata rządów                    | imię i nazwisko    |
| --- | ------------------------------ | ------------------ |
| 1.  | 21 grudnia 1973 – 31 maja 1975 | Stefan Młynarowicz |

### Zastępcy Przewodniczącego Prezydium PRN
| Lp. | Lata rządów                             | imię i nazwisko     |
| --- | --------------------------------------- | ------------------- |
| 1.  | 22 lipca 1952 – 8 listopada 1952        | Eliasz Zacharkow    |
| 2.  | 14 grudnia 1953 – 31 maja 1955          | Józef Głuchowicz    |
| 3.  | 21 grudnia 1954 – 7 listopada 1956      | Tadeusz Walczak     |
| 4.  | 21 grudnia 1954 – 7 listopada 1956      | Eustachy Łuksa      |
| 5.  | 10 lutego 1955 – 24 maja 1956           | Mieczysław Staszek  |
| 6.  | 7 listopada 1956 – 23 maja 1957         | Bronisław Holcman   |
| 7.  | 7 listopada 1956 – 23 maja 1957         | Hieronim Pietruszka |
| 8.  | 23 maja 1957 – 30 października 1957     | Rudolf Blachura     |
| 9.  | 23 maja 1957 – 13 lutego 1958           | Józef Frejnik       |
| 10. | 15 marca 1958 – 9 czerwca 1960          | Jan Farbiszewski    |
| 11. | 17 października 1960 – 24 kwietnia 1961 | Wojciech Adamczyk   |
| 12. | 24 kwietnia 1961 – 31 stycznia 1971     | Jerzy Bielawski     |
| 13. | 25 lutego 1971 – 31 marca 1974          | Rudolf Majdański    |
| 14. | 1 września 1973 – 14 grudnia 1973       | Edward Schmidt      |

| Lp. | Lata rządów                    | imię i nazwisko      |
| --- | ------------------------------ | -------------------- |
| 1.  | 14 grudnia 1973 – 31 maja 1975 | Edward Schmidt       |
| 2.  | 14 grudnia 1973 – 31 maja 1975 | Andrzej Piechociński |

## III Rzeczpospolita Polska (od 1989)
Od początku lat 90. XX wieku trwały pracę nad nową reformą administracyjną Polski, w której zamierzano przywrócić drugi szczebel administracji – powiat. Zanim do tego doszło, już w 1990 roku wprowadzono rejony, jako jednostki pomocnicze jednostki podziału administracyjnego województw, które przejęły część zadań wykonywanych przez dawne starostwa powiatowe. Ostatecznie powiaty przywrócono w 1998 roku.

### Kierownicy Urzędu Rejonowego
| Lp. | Lata rządów                       | imię i nazwisko |
| --- | --------------------------------- | --------------- |
| 1.  | 6 sierpnia 1990 – 31 grudnia 1998 | Halina Bernat   |

| Lp. | Lata rządów                         | imię i nazwisko |
| --- | ----------------------------------- | --------------- |
| 1.  | 15 października 1990 – 26 maja 1992 | Janusz Darowski |
| 2.  | 1 września 1992 – 31 grudnia 1998   | Wiesław Wlaźlak |

### Starostowie
| Lp. | Lata rządów | imię i nazwisko                    | Ugrupowanie polityczne |
| --- | ----------- | ---------------------------------- | ---------------------- |
| 9.  | 1999–2002   | Dariusz Mikosa                     | AWS                    |
| 10. | 2002–2006   | Adam Łącki                         | SLD                    |
| 11. | 2006–2007   | Monika Wielichowska                | PO                     |
| 12. | 2007–2010   | Krzysztof Baldy                    | PO                     |
| 13. | 2010–2023   | Maciej Awiżeń                      | PO                     |
| 14. | od 2024     | Małgorzata Jędrzejewska-Skrzypczyk | PO                     |